# 1226
سنة 1226 كانت سنة بسيطة تبدأ يوم الخميس (الرابط يظهر نموذج التقويم الكامل للسنة) من التقويم اليولياني.

## أحداث
- تأسيس مدينة أولينسو وتقع حاليا في بولندا.
- لويس الثامن ملك فرنسا يشن هجوما كبيرا في الجنوب ضد الالبيجان وكونت تولوز رامون بيرنيجير الرابع، كونت بروفانس، ويستغل الفرصة لإعادة تأكيد سلطته على البلديات المستقلة في أملاكه. معظم المدن تضطر إلى قبول سلطة الكونت لكن مرسيليا ونيس تتمردان.[1]

## مواليد
- ابن العبري.
- أحمد اللبلي.
- شمس الدين الكوفي.
- عبد الله بن عمر البيضاوي.
- عطاء ملك الجويني.
- كارلو الأول ملك نابولي.

## وفيات
- الظاهر بأمر الله
- فرنسيس الأسيزي
- الناصر محمد بن عبد الله
- لويس الثامن ملك فرنسا